# Jakob Eckert
Jakob Eckert (Worms, 19 settembre 1916 – Villers-Carbonnel, 5 giugno 1940) è stato un calciatore tedesco, di ruolo attaccante.